# Brunellia briquetii
Brunellia briquetii är en tvåhjärtbladig växtart som beskrevs av Charles Baehni. Brunellia briquetii ingår i släktet Brunellia och familjen Brunelliaceae. Inga underarter finns listade i Catalogue of Life.